# Macchi M.9
Le Macchi M.9 est un hydravion biplan monocoque italien de la Première Guerre mondiale.